# Manutention

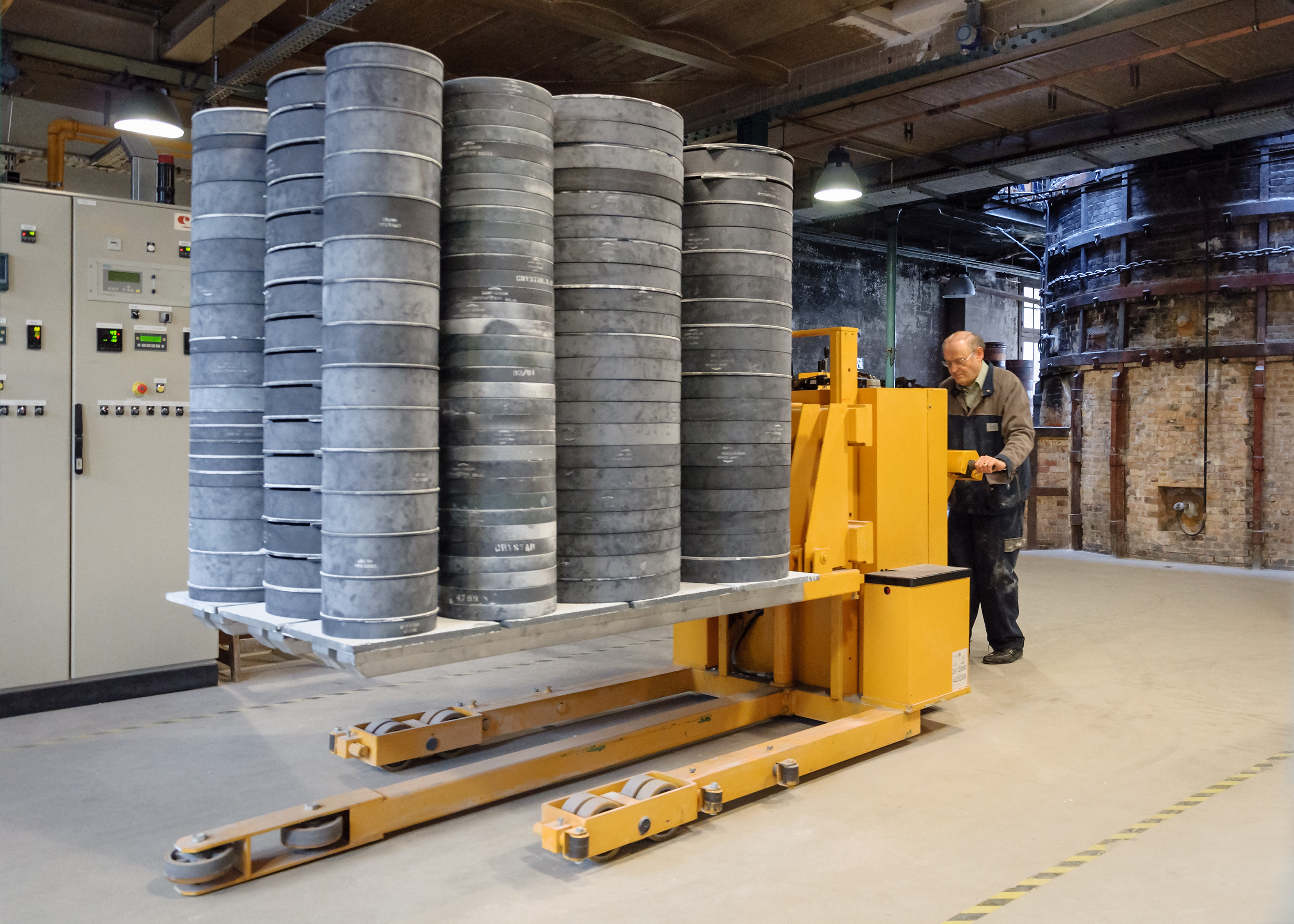
Manutention de casettes à la manufacture nationale de Sèvres.

La manutention désigne l'action de manipuler, de déplacer des marchandises, des colis ou des documents dans un lieu de production ou de stockage tel un entrepôt, une usine, un magasin, un bureau, etc.
On parle aussi de levage et parfois de levageurs pour désigner les activités et métiers de ce secteur. Il existe en France une « Union française du levage », syndicat qui dit représenter en 2019 60 % des acteurs du marché français.